# Crissey (Jura)
Crissey é uma comuna francesa na região administrativa de Borgonha-Franco-Condado, no departamento de Jura. Estende-se por uma área de 4,81 km². Em 2010 a comuna tinha 691 habitantes (densidade: 143,7 hab./km²).